# 49-й Вирджинский пехотный полк
49-й Вирджинский пехотный полк (The 49th Virginia Volunteer Infantry Regiment) — был пехотным полком, набранным в штате Вирджиния во время Гражданской войны в США. Он сражался почти исключительно в составе Северовирджинской армии.

## Формирование
49-й Вирджинский был сформирован в июле 1861 года. Его роты были набраны в округах Принс-Уильям, Уоррен, Фокьер, Раппаханок, Амхерст и Шенандоа. На тот момент она имела следующий ротный состав:
- Рота A (Flint Hill Rifles) — округ Фокьер
- Рота B (Amherst Rough and Readys)
- Рота C (New Market Volunteers) — округ Нельсон
- Рота D (Sperryville Sharpshooters) — округ Раппаханок
- Рота E (Warren Blues) — округ Уоррен
- Рота F (Ewell Guards) — округ Принс-Уильям и Нельсон
- Рота G (Quantico Guards) — округ Принс-Уильям
- Рота H (Fauquier Guards) — округа Фокьер и Нельсон
- Рота I (Rappahannock Rifles) — округ Раппаханок
- Рота K (Crowder’s Company) — Левингстон и округ Нельсон

## Боевой путь
Первые три роты стали ядром будущего полка и приняли участие в первом сражении при Булл-Ран под командованием полковника Уильяма Смита, бывшего губернатора Вирджинии. В разное время полк числился в бригадах Фетерстона, Эрли, Смита, Пеграма и Уокера. Полк прошёл почти все сражения Северовирджинской армии от Уильямсберга до Колд-Харбора и сдался при Аппоматтоксе.
Полк был почти не задействован в Семидневной битве, а во время Северовирджинской кампании сражался в составе бригады Джубала Эрли. Когда в ходе сражения при Энтитеме генерал Эрли принял командование дивизией, он временно передал свою бригаду Уильяму Смиту, который передал полк подполковнику Джонатану Гибсону. Полк потерял 5 человек убитыми и 73 ранеными в этом сражении. Смит так же был ранен, поэтому после сражения бригаду передали Джеймсу Уокеру, который и командовал ею в сражении при Фредериксберге. В этом бою полк участвовал в контратаке прорвавшейся дивизии Мида и потерял 6 человек убитыми и 46 ранеными.
Подполковник Гибсон командовал полком от Энтитема до Геттисбергской кампании. Весной 1863 года Уильям Смит стал командиром всей бригады, однако командование не очень доверяло человеку без военного образования, поэтому её не использовали на важных участках боя. В сражении при Геттисберге полки этой бригады стояли в тылу атакующей дивизии Гордона, и 2 июля участвовали в атаках на Калпс-Хилл. После сражения Смит уволился из армии и бригаду передали Джону Пеграму, но весной 1864 года он был ранен в сражении в Глуши и бригаду принял полковник Джон Хоффман, который командовал ею в сражении при Спотсильвейни.